# Estate su Lago di Como
Estate su Lago di Como o Estate o Sera sul Lago  è un dipinto a olio su tela (46,5 x 40 cm) realizzato a Lierna nel 1889 dal pittore italiano Vittore Grubicy de Dragon.

## Descrizione
Il dipinto del nobile Grubicy de Dragon, appartenente alla corrente artistica del divisionismo, ritrae una galleria tra il Borgo di Lierna e Fiumelatte sul Lago di Como che guarda sul promontorio di Bellagio, dove fu realizzata l'opera. La scritta sul retro della tela riporta: "Ho pensato di dire in pittura la sensazione gioiosa della luce, dello spazio, quando si esce dalle tenebre di un tunnel." L'opera è conservata presso la Galleria nazionale d'arte moderna e contemporanea di Roma.
Fiumelatte fu località frequentata e studiata a lungo da Leonardo da Vinci e citata nel Codice Atlantico con il nome di Fiumelaccio.
L'opera rappresenta l'estate sul Lago di Como, ed è come parte di un polittico ispirato alle Quattro Stagioni, costituito da Autunno e Inverno, entrambi databili al 1898 (olio su tela, cm 48x40, Venezia, Ca' Pesaro) e da Primavera, databile tra il 1897 e il 1902 (olio su tela, cm 47x40, Milano, Galleria d'arte Moderna).

## Esposizioni
- Biennale di Venezia, IV Esposizione internazionale d'arte (1901)